# Argyronome rudrina
Argyronome rudrina är en fjärilsart som beskrevs av Hans Fruhstorfer 1907. Argyronome rudrina ingår i släktet Argyronome och familjen praktfjärilar. Inga underarter finns listade i Catalogue of Life.